# Lysimachia candida
Lysimachia candida là một loài thực vật có hoa trong họ Anh thảo. Loài này được Lindl. mô tả khoa học đầu tiên năm 1846.